# Renault AET
Le Renault AET est un prototype unique d'autorail à voie normale construit par Renault en 1936. Il est mis en service sur le réseau de la Compagnie des chemins de fer de Paris à Lyon et à la Méditerranée (PLM) après une campagne de présentation aux ingénieurs des compagnies françaises de chemin de fer.
Il roule peu en service commercial, desservi notamment par une longueur importante et la fragilité de son moteur Diesel. L'autorail est intégré aux effectifs de la Société nationale des chemins de fer français (SNCF) le 1er janvier 1938. Il est détruit le 26 mai 1944 lors du bombardement allié du dépôt SNCF de Lyon-Vaise où il était stationné à cause des pénuries de carburant.

## Commande
L'initiative de l'étude et de la réalisation de cet autorail revient à Renault. Le constructeur cherche en effet à ajouter un autorail de grande capacité à son catalogue. Sa construction s'achève en décembre 1936 et sa livraison au PLM est effective le 14 janvier 1937, après des marches d'essai et de présentation auprès des ingénieurs de plusieurs compagnies de chemin de fer,.

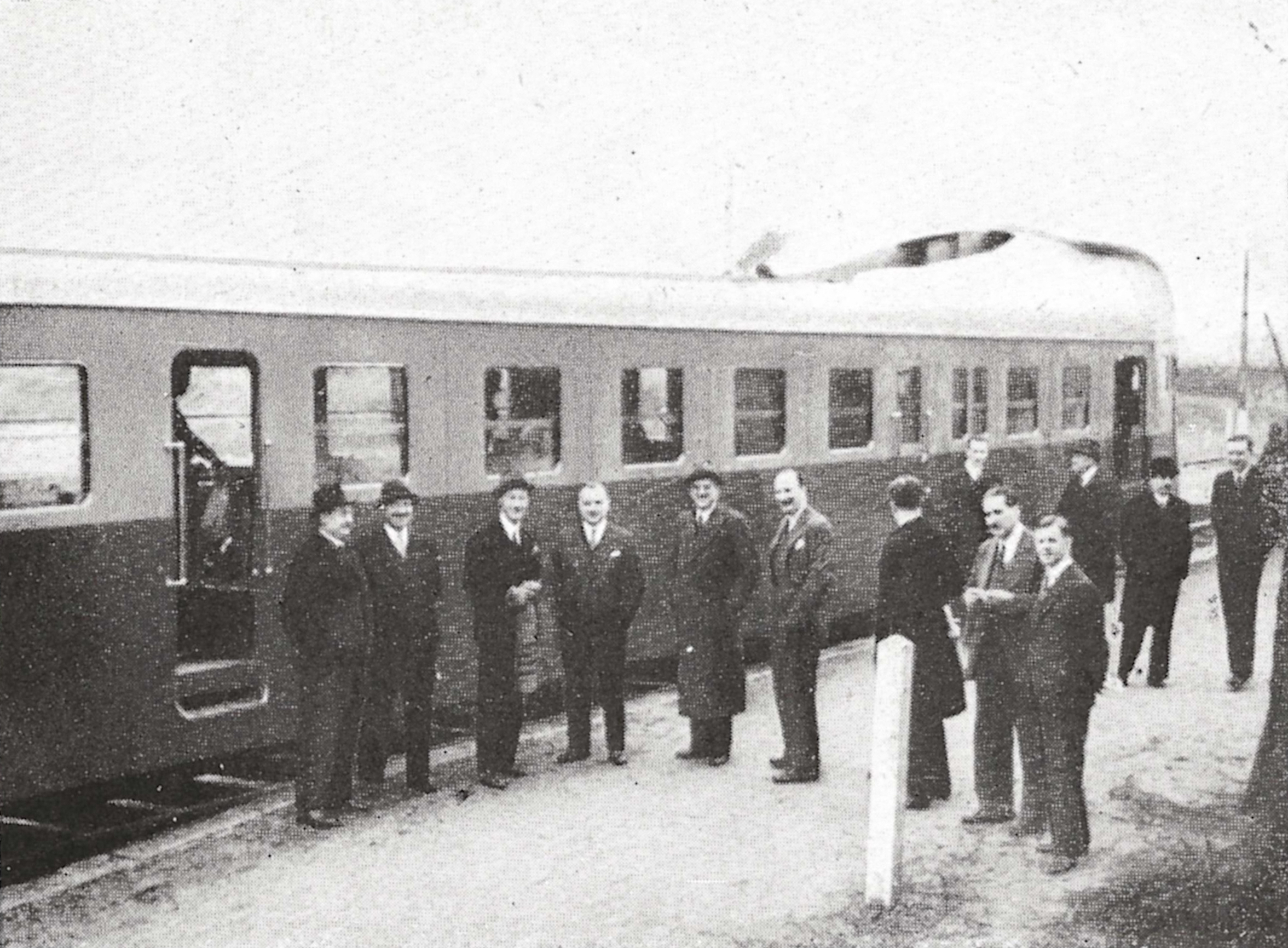
Le Renault AET à Château-Thierry le 28 décembre 1936.

Le Renault AET effectue ainsi un voyage entre Paris et Montereau le 21 décembre 1936 avec à son bord les ingénieurs du PLM. Le 28 décembre, une marche similaire est organisée pour les ingénieurs des chemins de fer de l'Est, de l'Alsace-Lorraine, de l'État et du Nord entre Paris-Est et Château-Thierry. Enfin, le 12 janvier 1937, le Renault AET réalise une marche d'essai entre Paris-Austerlitz et Guéret en embarquant des ingénieurs de la Compagnie du chemin de fer de Paris à Orléans et du Midi (PO-Midi),,. Cette dernière envisage de faire circuler un autorail de ce type sur les lignes creusoises de son réseau mais ce projet n'aboutit pas en raison de la longueur de l'engin qui est incompatible avec des courbes de faible rayon. Une présentation aux ingénieurs de la Commission des automotrices est également organisée en janvier 1937.
Le Renault AET n'est pas formellement acheté par le PLM mais il est loué par la compagnie et utilisé en service commercial contre rétribution kilométrique,. Le directeur du PLM Eugène Mugniot reproche cependant à Louis Renault les chocs que subit la caisse lorsque l'autorail aborde une courbe. En décembre 1937, Mugniot informe le constructeur que sa compagnie ne finalise pas l'acquisition de l'engin, laissant ainsi à la future SNCF le soin de la décision. Probablement non immatriculé au PLM, le Renault AET intègre donc en 1938 les effectifs de la SNCF et reçoit la numérotation ZZ R 6001 après une potentielle régularisation de sa situation. En 1938, le coût kilométrique du Renault AET est établi à 3,35 francs en comptant le carburant, l'huile, le personnel et l'entretien.

## Description et caractéristiques
La caisse du Renault AET mesure 32 m et 32,730 m attelages compris,. Cette longueur constitue un record pour un autorail monocaisse français. En raison de ces dimensions exceptionnelles, les extrémités de la caisse sont affinées afin de ne pas risquer d'engager le gabarit dans les courbes. La masse en ordre de marche de l'autorail est de 47 tonnes.
L'entraxe entre les bogies est de 18,000 m ce qui laisse à l'avant et à l'arrière de l'autorail un porte-à-faux de 7,000 m. Ce porte-à-faux important donne au conducteur l'impression de sortir de la voie lorsque l'autorail s'engage dans une courbe. Les bogies ont chacun un empattement de 2 800 mm et disposent de la conception classique des bogies Renault avec une double suspension primaire. Ils sont recouverts d'un carénage amovible qui contribue au profil aérodynamique de l'autorail.
La motorisation de l'autorail fait appel à un moteur Diesel Renault type 504 à seize cylindres en V. Ce moteur développe 500 ch à 1 500 tr/min. Il est monté en porte-à-faux du bogie moteur à l'avant de l'engin. La puissance motrice est transmise aux deux essieux du bogie avant via une boîte de vitesses à quatre rapports et un inverseur de marche. Cet ensemble est monté dans un berceau incliné permettant d'attaquer directement le bogie moteur sans descente verticale. Ainsi, la sortie de l'inverseur est reliée au pont principal du bogie moteur qui entraîne l'essieu moteur central. Enfin, l'essieu moteur extérieur est monté sur un pont auxiliaire lui-même entraîné par le pont principal. Cette motorisation permet d'atteindre la vitesse de 150 km/h lors des essais du 12 janvier 1937 entre Paris-Austerlitz et Guéret,. Pour assurer le refroidissement du moteur, une coiffe abritant le radiateur est installée sur le pavillon avant de l'autorail ce qui reprend une disposition déja utilisée par Renault pour les VH et les ABJ 3.
L'autorail dispose de part et d'autre d'attelages Willison allongés offrant un débattement plus important dans les courbes, cette disposition étant rendue nécessaire par la longueur exceptionnelle de l'engin. Pour des questions d'esthétisme et d'aérodynamisme, les trappes de débattement de l'attelage peuvent être obturées par une tôle amovible si l'engin n'est pas appelé à remorquer un véhicule.
Le Renault AET est équipé de deux postes de conduite permettant la réversibilité de l'engin. Le premier poste de conduite installé à l'avant de l'engin est accolé au moteur et au fourgon à bagages de 13 m2 de surface. Un compartiment postal et des toilettes sont situés entre le fourgon à bagages et une première plateforme d'accès au compartiment voyageurs. Ce dernier offre 80 places assises en configuration 2+2 places séparées par un couloir central,. Une seconde plateforme d'accès occupe le milieu du compartiment voyageurs. Enfin, le second poste de conduite est placé à l'arrière de l'autorail et est séparé du compartiment voyageurs par une cloison vitrée.

Livrée du Renault AET du PLM.

Le Renault AET arbore la livrée des autorails du PLM à savoir bleu ciel sous la ceinture de caisse et gris clair au dessus,.

## Services effectués

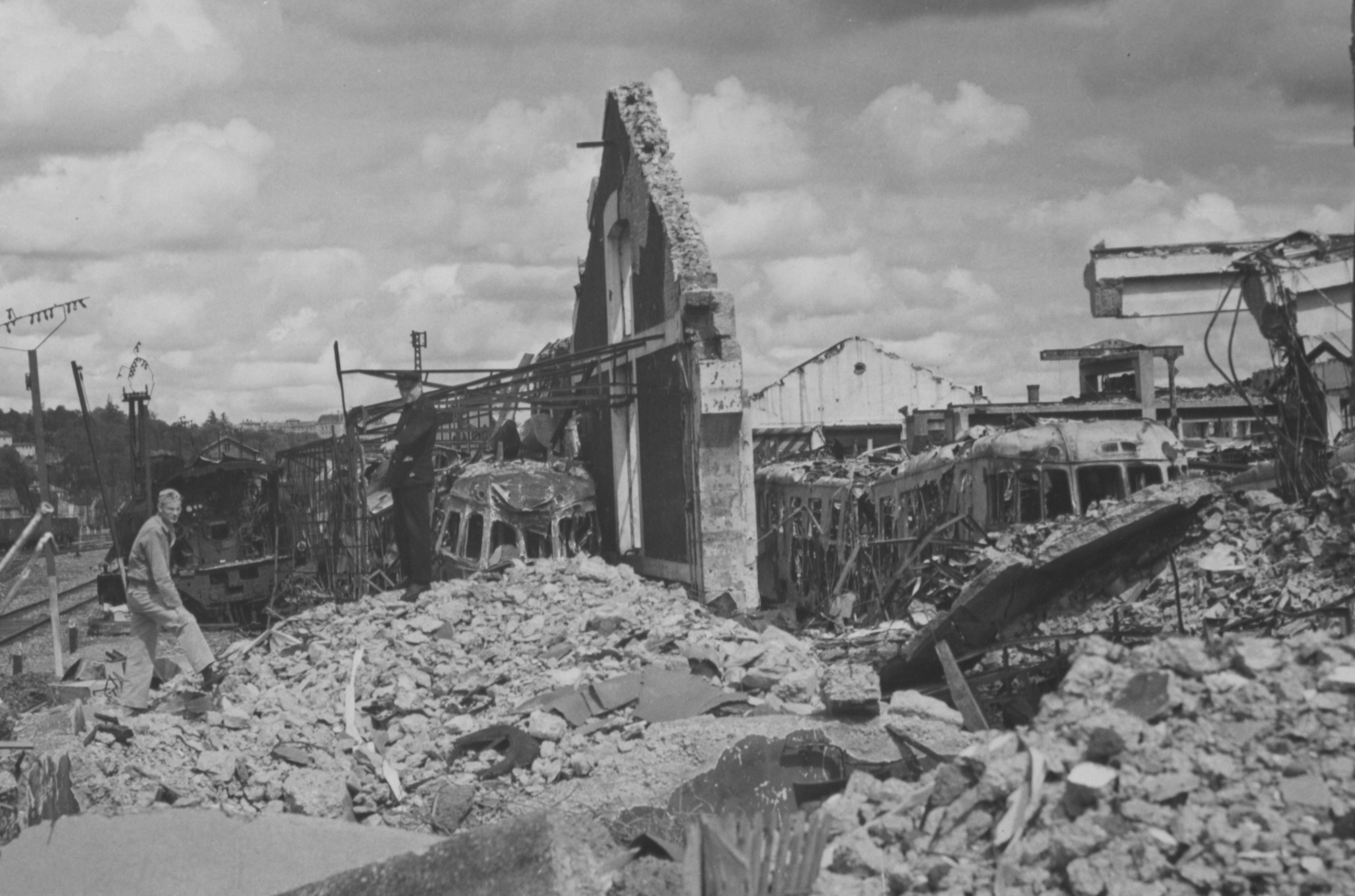
Décombres du dépôt de Lyon-Vaise après les bombardements de mai 1944.

Fin janvier 1937, le PLM affecte l'autorail aux relations entre Lyon et Grenoble,. Il est rattaché au centre d'autorails de Lyon-Vaise et y rejoint un parc important d'autorails Renault constitué à l'époque de neuf VH, dix-neuf ABJ et cinq ABV,. Un ouvrier de l'usine Renault de Billancourt est détaché sur le dépôt pour assurer l'entretien de l'autorail. Il répare entre autres les avaries relativement fréquentes sur la transmission et le moteur,,,. Le Renault AET circule entre Lyon et Grenoble jusqu'en août 1939.
L'autorail est alors stationné au dépôt de Lyon-Vaise à cause notamment des pénuries de carburants dues à la Seconde Guerre mondiale,. La gare et le dépôt de Vaise comptent parmi les cibles du bombardement allié du 26 mai 1944 et sont durement touchés. L'incendie qui se déclare dans le dépôt détruit dix ABV, cinq ABJ et le Renault AET qui sont tous considérés irréparables,,. Le SNCF reçoit un dédommagement à la suite de la perte de ces autorails au titre des événements de guerre. Le Renault AET n'apparaît plus aux inventaires de la SNCF au 1er janvier 1946.